# ヴィクトル・エメリ
ヴィクトル・エメリ（フランス語: Victor Hémery, 1876年11月18日 - 1950年9月9日）は、フランスのレーシングドライバーである。1900年代に自動車の速度記録を2回更新している。
アメリカ合衆国では「無愛想な男」（The Surly One）の異名で知られた。1900年代から1914年にかけてのヨーロッパのレース界で強豪ドライバーの一人だったが、優勝することはあまりなく、優勝者から僅差の2位でフィニッシュすることが多かった。

## 経歴
13歳の時にル・マン工科学校に通い、エンジニアとしての教育を受ける。卒業後、1895年から1900年までレオン・ボレーの下で整備士兼ドライバーとして働いた。

### ダラック

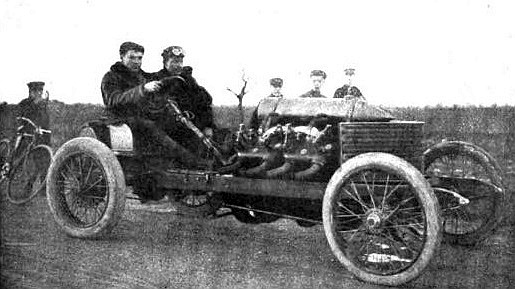
ダラックの速度記録車に乗るエメリ（1905年）

1900年頃に、ダラックに雇われ、テスト部門の責任者となる。エメリはダラックのワークスドライバーとしてレースにも出場するようになり、1905年にアメリカ合衆国で開催された第2回ヴァンダービルト杯で優勝を遂げた。
1905年12月30日にフランスのアルルで速度記録（絶対速度記録）に挑戦し、ダラックで時速176.37kmを記録し、フライングキロメートルの新記録を樹立した。

### ベンツ

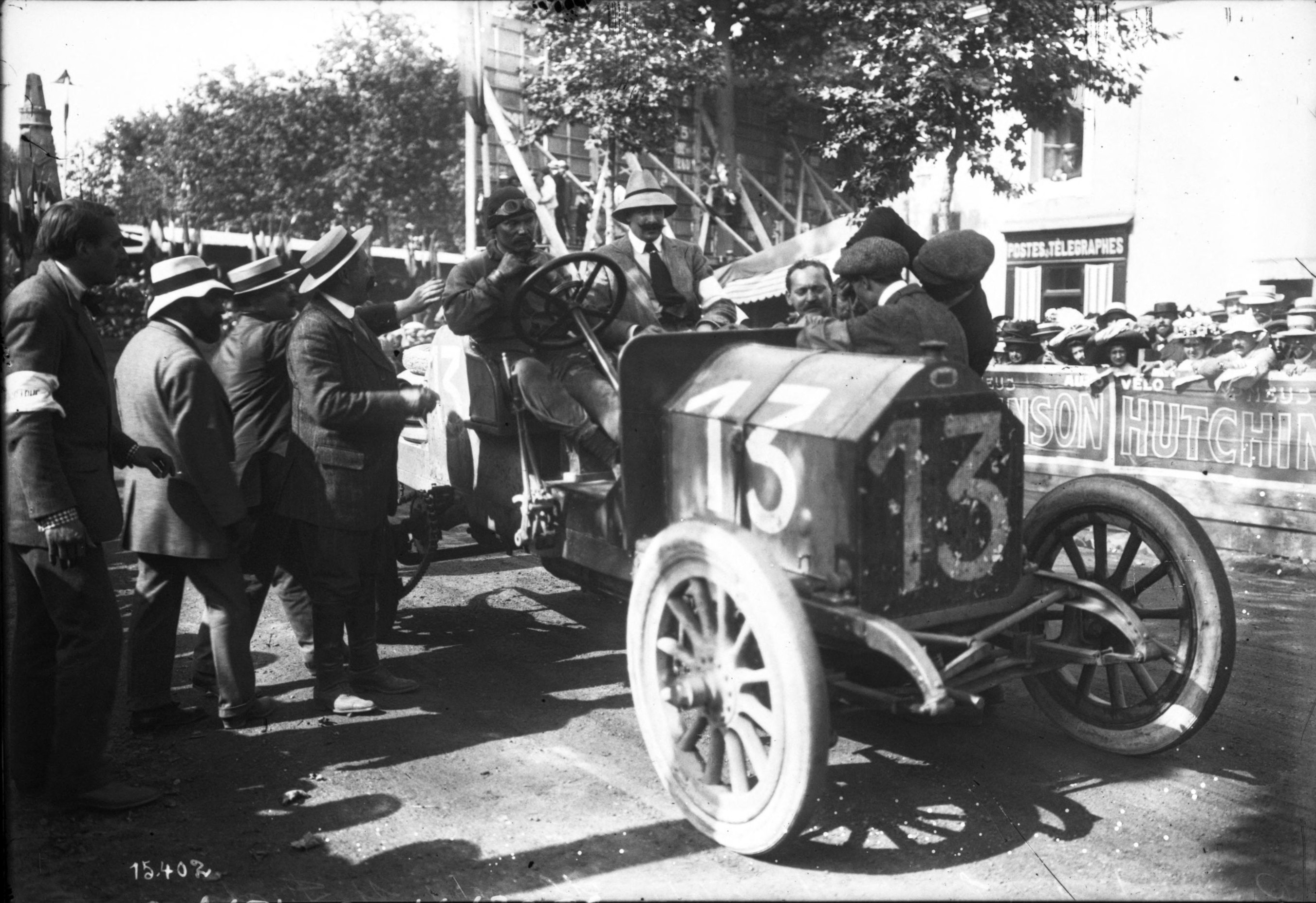
1911年フランスグランプリのエメリ

1907年にドイツのベンツ社にレーシングドライバーとして雇われた。ベンツではヨーロッパとアメリカ合衆国で様々なレースに出場して多くの記録を残した。
1908年のフランスグランプリにベンツ・150PSを駆って出場し、ダイムラーのクリスティアン・ラウテンシュラガーに次ぐ2位となった。これはレース7周目で、跳ね石によりゴーグルが破壊され目を負傷し、レース途中でその治療を行うというトラブルやタイムロスがあったにもかかわらず得たものだった。
1909年11月8日、イギリスのブルックランズにおいて、ベンツ・REにより速度記録に挑戦し、フライングキロメートルで時速202.648㎞、フライングハーフマイルで時速205.666km、フライングマイルで時速188.57kmを記録し、再び絶対速度記録を更新した。これにより自動車としては時速200㎞の壁を初めて破った記録を樹立した。他の輸送機関の速度記録と比較すると、1903年時点で時速200㎞を超える速度を記録していた鉄道（電車）には先んじられていた一方、1909年当時は飛行機よりも自動車のほうが速く、飛行機の速度記録が時速200㎞を超えるのは1913年のこととなった（詳細は「高速鉄道の最高速度記録の歴史」と「航空機の速度記録」を参照）。
この時にエメリが乗った「ベンツ・RE」は後にアメリカ合衆国に送られて名が改められ、「ブリッツェン・ベンツ」として知られるようになる。

### その後
1911年、この年はフランス自動車クラブ（ACF）主催によるフランスグランプリは開催されなかったが、フランス西部自動車クラブ（ACO）の主催によるフランスグランプリが開催され、エメリはそのレースにフィアットを駆って参戦して優勝した。
1912年、ブルックランズで行われたレースにロレーヌ・ディートリッヒを駆って参戦し、このレースで生涯最後の優勝を収めた。
1914年に第一次世界大戦が始まるとヴェルサイユ宮殿を管理する仕事に就き、戦後には運転免許証の検査官の仕事に就いた。
第二次世界大戦の終戦後に貧困におちいり、1950年、74歳の誕生日の2ヶ月前に自殺した。